# Platero y Tú
Platero y Tú waren eine baskische Rockband mit kastilischen Texten. Die Band wurde in den 1980er Jahren gegründet und löste sich im Jahr 2001 auf. Ihre Lieder handeln größtenteils von Drogen, Kneipen Themen und der Liebe. Stilistisch wurden Platero y Tú von Bands wie Status Quo und Leño sowie Gitarristen wie John Fogerty von Creedence Clearwater Revival beeinflusst und brachen mit dem damaligen Trend des radikalen baskischen Rock.

## Diskografie

### Alben
- 1991: Voy a acabar borracho (Welcome Records, Wiederveröffentlichung: 1996 (DRO))
- 1992: Burrock'n'roll (DRO)
- 1992: Muy deficiente (DRO)
- 1993: Vamos tirando (DRO)
- 1994: Hay poco Rock & Roll (DRO, ES: Platin)[3]
- 1996: A pelo (DRO, ES: Gold)
- 1997: 7 (DRO, ES: Gold)
- 2000: Correos (DRO, ES: Gold)
- 2002: Hay mucho Rock’n’Roll Volume I (DRO)
- 2005: Hay mucho Rock’n’Roll Volume II

### Singles
- 1992: Un ABC sin letras
- 1992: Rompe los cristales
- 1992: El roce de tu cuerpo
- 1992: Esa chica tan cara
- 1993: Mari Madalenas
- 1993: Esta noche yo haría
- 1993: Tras la barra
- 1993: No me hagas soplar
- 1994: Hay poco rock&roll
- 1994: Si la tocas otra vez
- 1995: Juliette
- 1996: Voy a acabar borracho
- 1996: El roce de tu cuerpo (ES: Platin)
- 1996: Cantalojas
- 1997: Alucinante
- 1997: Por mí
- 1997: Rock & roll
- 1997: Al cantar
- 2000: Naufragio
- 2000: Entre dos mares
- 2000: Un ticket para cualquier lugar

### Lieder (mit Auszeichnungen)
- 1994: Cigarrito (ES: Gold)